# Polska Cerekiew
Polska Cerekiew (in tedesco Groß Neukirch, fino al 1914 Polnisch Neukirch) è un comune rurale polacco del distretto di Kędzierzyn-Koźle, nel voivodato di Opole.
Ricopre una superficie di 60,85 km² e nel 2006 contava 4 770 abitanti.
Il tedesco è riconosciuto e tutelato nel comune come lingua della minoranza.